# 155-ös busz (Pécs)
A pécsi 155-ös jelzésű autóbusz tanévben, munkanapokon reggel közlekedett a Krisztina tértől az Ifjúság útjáig, ahonnan visszatért a Kertvároshoz.

## Története
A járat 2014. szeptember 1-jétől közlekedett.
2016. szeptember 1-jén útvonala jelentősen módosult, a Krisztina tértől közlekedik az Ifjúság útjáig, ahonnan a Kertvároshoz tért vissza.
A 2018. szeptemberi menetrendben már nem szerepel.

## Útvonala
| Krisztina tér → Ifjúság útja | Ifjúság útja → Krisztina tér → Kertváros |
| --- | --- |
| Krisztina tér – Maléter Pál út – Aidinger János utca – Nagy Imre út – Megyeri út – Tüzér utca – Szigeti út – Honvéd utca – Ifjúság útja – Ifjúság útja | Ifjúság útja – Ifjúság útja – Alkotmány utca – Petőfi Sándor utca – Hungária utca – Szigeti út – Tüzér utca – Megyeri út – Nagy Imre út – Maléter Pál út – Aidinger János utca – Sztárai Mihály út – Kertváros |

## Megállóhelyei
| 155 (Krisztina tér → Ifjúság útja → Krisztina tér → Kertváros) |                              |          | |                                      |
| Perc (↓)                                                       | Megállóhely                  | Perc (↑) | Átszállási kapcsolatok a járat megszűnésekor                                                                       | Létesítmények                        |
| ∫                                                              | Kertváros végállomás (↑)     | 41       | 3, 3E, 6, 6E, 23, 23Y, 24, 55, 61Y, 62, 103, 121, 130                                                              |                                      |
| ∫                                                              | Sztárai Mihály út            | 39       | 1, 7, 7Y, 23, 23Y, 24, 55, 60, 60A, 107E, 109E, 122, 123, 123Y, 124, 142                                           |                                      |
| ∫                                                              | Aidinger János út            | 38       | 1, 7, 7Y, 23, 23Y, 24, 55, 60, 60A, 107E, 109E, 122, 123, 123Y, 124, 142                                           |                                      |
| 0                                                              | Krisztina tér végállomás (↓) | 37       | 1, 6, 6E, 8, 33, 55, 60, 60A, 121, 130                                                                             |                                      |
| 2                                                              | Aidinger János út            | ∫        | 1, 7, 7Y, 23, 23Y, 24, 55, 60, 60A, 107E, 109E, 122, 123, 123Y, 124, 142                                           |                                      |
| 3                                                              | Sztárai Mihály út            | ∫        | 1, 7, 7Y, 23, 23Y, 24, 55, 60, 60A, 107E, 109E, 122, 123, 123Y, 124, 142                                           |                                      |
| 4                                                              | Csontváry utca               | ∫        | 1, 3, 3E, 6, 6E, 7, 7Y, 23, 23Y, 24, 55, 60, 60A, 61, 61Y, 62, 103, 107E, 109E, 121, 122, 123, 123Y, 124, 130, 142 | Apáczai Csere János Nevelési Központ |
| 6                                                              | Várkonyi Nándor utca         | ∫        | 1, 3, 3E, 6, 6E, 8, 33, 55, 60, 60A, 103, 121, 130                                                                 |                                      |
| ∫                                                              | Lahti utca                   | 35       | 1, 3, 3E, 6, 6E, 8, 33, 55, 60, 60A, 103, 121, 130                                                                 |                                      |
| 8                                                              | Sarolta utca                 | 33       | 1, 3, 3E, 55, 103, 130                                                                                             |                                      |
| 9                                                              | Nagy Imre út                 | 32       | 1, 3, 3E, 55, 103, 130                                                                                             |                                      |
| 11                                                             | Vásártér                     | 31       | 1, 55, 130 | Vásártér, Pécs Plaza                 |
| 13                                                             | Expo Center                  | 30       | 1, 55 | Expo Center                          |
| 14                                                             | Megyeri kishíd               | 29       | 1, 4, 4Y, 55, 104, 104A, 104E                                                                                      |                                      |
| 15                                                             | PÉTÁV                        | 28       | 1, 55 | Hőszolgáltató                        |
| ∫                                                              | Tüzér utca                   | 27       | 1, 2, 2A, 2E, 21, 21A, 55, 102, 102Y, 121                                                                          |                                      |
| 18                                                             | Egyetemváros                 | 25       | 2, 2A, 2E, 25, 26, 26Y, 27, 27Y, 28, 29, 55, 102, 102Y, 107E                                                       | PTE Általános Orvostudományi Kar     |
| 20                                                             | Honvéd utca, Klinika         | ∫        | |                                      |
| ∫                                                              | Szliven Áruház               | 24       | 2, 2A, 2E, 25, 26, 26Y, 27, 55, 102, 102Y, 107E                                                                    | Szliven Áruház                       |
| ∫                                                              | Petőfi utca                  | 23       | 2, 2A, 2E, 25, 26, 26Y, 27, 27Y, 28, 29, 37, 46, 47, 55, 102, 102Y, 107E, 109E                                     | Városi könyvtár                      |
| ∫                                                              | Alkotmány utca               | 22       | 30, 30Y, 37, 46, 47, 55, 103, 109E, 130                                                                            | Pécsi Sörfőzde                       |
| 21                                                             | Ifjúság útja végállomás      | 21       | 30, 30Y, 37, 46, 47, 55, 103, 109E, 130                                                                            |                                      |